# Auchmophila
Auchmophila é um gênero de mariposa pertencente à família Acrolophidae.